# Duboce Park

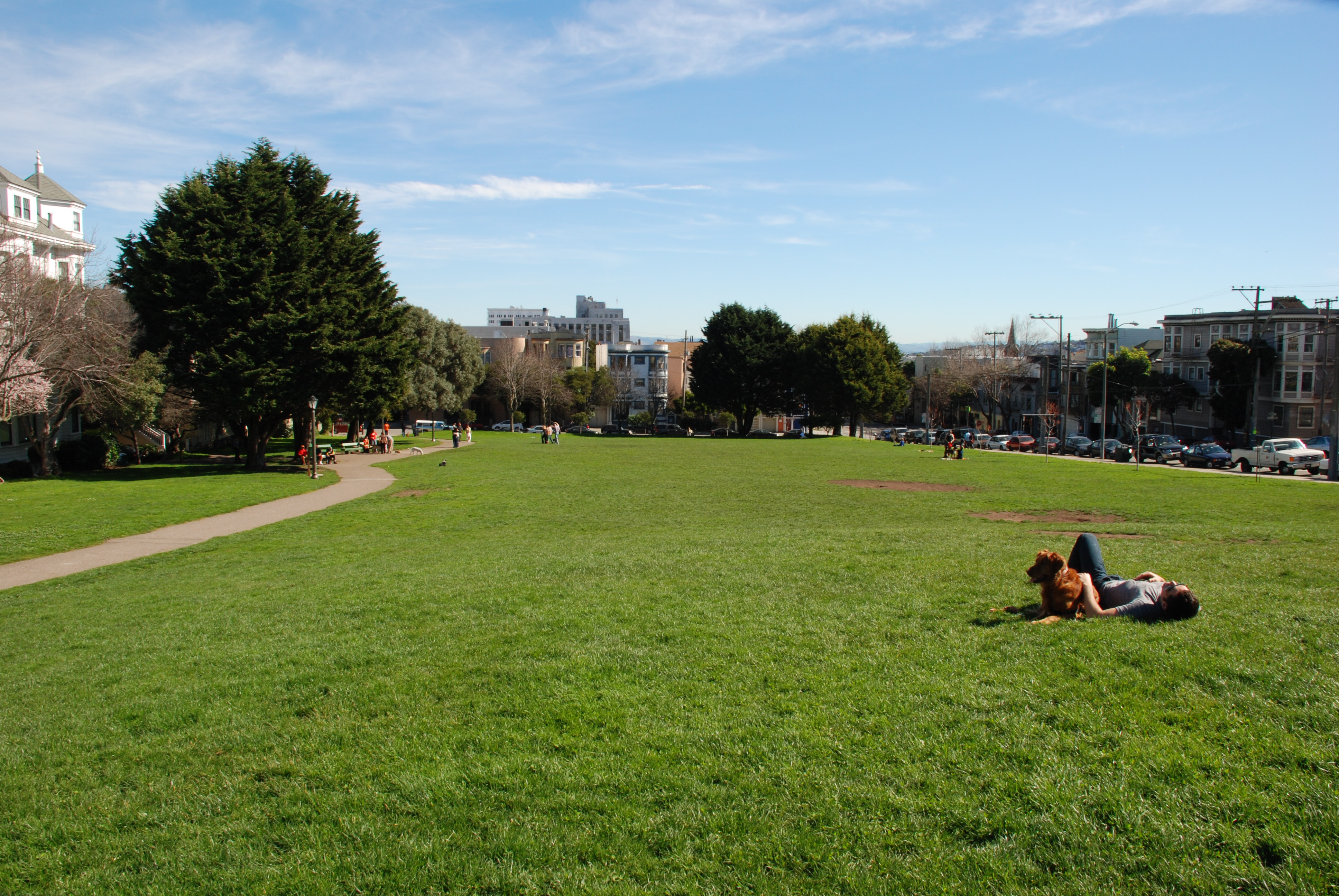
Vista leste de Duboce Park.

Duboce Park (em português:  Parque Duboce) é um pequeno parque entre os bairros de Duboce Triangle e Lower Haight em São Francisco, Califórnia, Estados Unidos.